# Rhydian Roberts
Rhydian Roberts, född 14 februari 1983, är en walesisk sångare mest känd från sin medverkan i det brittiska talangprogrammet The X Factor.
Rhydian Roberts fick sin musikaliska träning vid Birmingham Conservatoire och framför vad som kommit kalla popera - populärmusik framförd med "operateknik". 
Rhydian slutade som tvåa i The X-Factor och fick därefter ett skivkontrakt på Simon Cowells bolag och första singeln blev musikalnumret The impossible dream.